# Charles Edward Montague
Charles Edward Montague (* 1. Januar 1867; † 28. Mai 1928) war ein britischer Journalist und Autor.

## Leben
Als Sohn eines römisch-katholischen irischen Priesters geboren wuchs er in London auf. Er besuchte die City of London School und das Balliol College in Oxford. Nach dem Studium wurde Montague Journalist bei der Manchester Guardian. Seit 1898 war er mit  Madeline Scott verheiratet. Er wurde Kriegsgegner und Pazifist – bis zum Sommer 1914. Trotz seiner 47 Jahre meldete er sich freiwillig zum Kriegseinsatz. Nach dem Ersten Weltkrieg nahm er zunächst seine journalistische Tätigkeit wieder auf. Bald darauf aber setzte er sich zur Ruhe, um seinen Lebensabend als Schriftsteller zu verbringen. Montague starb am 28. Mai 1928 im Alter von 61 Jahren. Seine Tochter war die englische Athletin und Journalistin Evelyn Aubrey Montague.
Der 1929 veröffentlichte Film Etappe 1918 basiert auf seiner Kurzgeschichte Judith.

## Werke (Auswahl)
- A Hind Let Loose (1904) Roman
- Dramatic Values (1911)
- The Morning's War (1913) Roman
- Disenchantment (1922)
- Fiery Particles (1923) Kurzgeschichten
- The Right Place (1924) Reisebericht
- Rough Justice (1926) Roman
- Right off the Map (1927) Science-Fiction
- Action (1928) Kurzgeschichten
- A Writer's Notes on His Trade (1930)

## Sonstiges
In der dokumentarischen Dramaserie 14 – Tagebücher des Ersten Weltkriegs (2014) ist er einer von dreizehn Hauptcharakteren, gespielt von dem Schauspieler David Acton.